# Lee Min-ho
Lee Min-ho (Koreaans: 이민호) (Seoel, 22 juni 1987) is een Zuid-Koreaanse acteur en zanger. Hij is bekend in China, Japan, Verenigde Staten en andere landen. Hij verscheen in verschillende televisieseries, waaronder Boys Over Flowers, The Heirs, City Hunter en The King: Eternal Monarch.

## Films
- 2008: Public Enemy Returns
- 2008: Our School's E.T.
- 2015: Gangnam Blues
- 2016: Bounty Hunters

## Televisieseries
- 2003: Sharp
- 2004: Nonstop 5
- 2005: Recept of Love
- 2006: Secret Campus
- 2007: Mackarel Run
- 2007: Iam Sam
- 2008: Get Up
- 2009: Boys Over Flowers
- 2010: Personal Taste
- 2011: City Hunter
- 2012: Faith
- 2013: The Heirs
- 2016: Legend of the Blue Sea